# 孫謀 (隆慶進士)
孫謀（1542年—？），字子裕，號念湖，直隸鳳陽府泗州衛人，官籍，明朝政治人物。

## 生平
嘉靖三十七年（1558年）戊午科應天鄉試第六十六名舉人，隆慶五年（1571年）中式辛未科會試第二百八十九名，三甲第九十七名進士。都察院觀政，授莆田縣知縣，萬曆五年（1577年）听改儒学教授之职，卒於官。

## 家族
曾祖孫真，百戶；祖父孫慶，百戶；父孫鏜，百戶。嫡母胡氏；生母許氏。永感下。